# Oncinotis inandensis
Oncinotis inandensis är en oleanderväxtart som beskrevs av John Medley Wood och Evans. Oncinotis inandensis ingår i släktet Oncinotis och familjen oleanderväxter. Inga underarter finns listade i Catalogue of Life.